# La valle dell'Eden (film)
La valle dell'Eden (East of Eden) è un film del 1955 diretto da Elia Kazan in CinemaScope e tratto dall'omonimo romanzo scritto nel 1952 da John Steinbeck.
Prima pellicola a colori del regista, segnò l'esordio di James Dean. Tra i tre film in cui James Dean era apparso come attore principale è l'unico ad essere uscito durante la vita di lui. Nel 2016 è stato scelto per la conservazione nel National Film Registry della Biblioteca del Congresso negli Stati Uniti.

## Trama
California, 1917. Mentre l'Europa è in guerra, il giovane Cal si mostra sempre più insofferente e in conflitto con il padre Adam Trask, scrupoloso osservante degli insegnamenti della Bibbia, a differenza del quieto e responsabile fratello Aron. I due ragazzi sono cresciuti senza la madre, che in realtà non è morta come invece è stato fatto loro credere dal padre. Cal scopre infatti che non solo è ancora viva ma anche che gestisce un locale malfamato a Monterey, cittadina poco distante da Salinas, il centro agricolo dove risiede la famiglia Trask. L'inquietudine di Cal cresce quando poi, avvicinatosi alla madre per parlarle, viene pestato. Lo sceriffo di Monterey, comprese le circostanze, riportandolo a casa gli racconta la vicenda dell'animata separazione fra i suoi genitori, sottolineando quanto suo padre sia da ammirare per integrità e rettitudine.
Cal si sente però caratterialmente più vicino alla madre, che pure non conosce. Sebbene col padre non abbia mai legato, si entusiasma nell'assecondarne l'impresa in cui sta investendo tutte le risorse di una vita; Adam è convinto che il futuro sia nell'industria conserviera e si lancia come pioniere nell'allestire un treno merci speciale che trasporti l'intero raccolto di lattuga delle sue terre, dalla Salinas Valley a New York, dove potrà arrivare fresco ai mercati locali, grazie al ghiaccio di cui sono stati attrezzati i vagoni ma un impedimento lungo il viaggio risulta purtroppo fatale, e per Trask ciò significa la fine di un sogno oltre che una rovina economica.
Cal vuole allora fare qualcosa per suo padre e rammenta le parole di un uomo d'affari locale, Will Hamilton, il quale consigliava di investire nei fagioli che, nel caso di un'entrata in guerra americana, ritenuta ormai prossima, avrebbero avuto un'immediata impennata di prezzo. Affidatosi a questo scaltro investitore al ragazzo mancano "solo" i 5.000 dollari coi quali dare avvio all'affare. Si reca perciò dalla madre che dà al figlio il prestito, rimanendo molto colpita dall'incontro ma mantenendo le distanze e sincerandosi anche che questo ritrovato contatto non venga rivelato all'ex marito e neanche ad Aron. Gli Stati Uniti entrano effettivamente in guerra e per Cal, che intravede ottime prospettive di guadagno, l'umore sale all'opposto del fratello che, già rabbuiatosi per il rovescio del padre e preoccupato per un'imminente chiamata alle armi, trascura colpevolmente anche la sua ragazza Abra. Questa non nasconde la sua attrazione per Cal che trova in lei un'amorevole confidente, forse l'unica persona che lo ascolta e che riesce a capirlo.
Per il giorno del compleanno del padre, Cal ritira finalmente il frutto di tutti i suoi guadagni che corrispondono esattamente a quanto andato in fumo nella sfortunata impresa della lattuga. Organizzata anche una festa a sorpresa con l'aiuto di Abra, nel dare il proprio regalo il giovane viene subito preceduto da Aron che, infastidito dall'iniziativa del fratello, annuncia il suo fidanzamento. Adam ne è felice, mentre nel ricevere la cospicua somma di denaro dall'altro figlio, chiestane la provenienza, la rifiuta ritenendola solo il frutto di una speculazione. Cal è sconvolto: l'unica cosa portata a compimento con grande successo nella sua vita viene annientata proprio da colui al quale lui l'aveva dedicata in segno di riconciliazione.
Accecato dalla rabbia rivela la verità sulla madre al fratello portandolo direttamente nel locale di Monterey e lasciandolo proprio davanti a lei. Rientrato a Salinas viene a sapere che Aron, scioccato, anziché tornare a casa è andato alla stazione e sta per partire direttamente per il fronte come volontario. Il padre fa appena in tempo a vederlo affacciato al finestrino del treno, ubriaco e completamente fuori di sé. Successivamente Adam ha un ictus che lo lascia paralizzato. Abra gli parla affinché si apra finché è in tempo, con un gesto di affetto verso il figlio che non ha mai chiesto altro; così l'uomo, sforzandosi di parlare, dice al ragazzo di liquidare l'odiosa infermiera che lo accudisce e poi gli dice che non ne vuole un'altra ma che vuole che ad accudirlo sia lui.

## Produzione
Contattati Marlon Brando e Montgomery Clift per i ruoli di protagonisti, entrambi rifiutarono. Kazan allora decise di puntare su attori sconosciuti. La scelta per la parte di Cal fu tra Paul Newman e Dean, che fu preferito per la sua istintività.
Dean improvvisò fuori da copione alcune scene come quella che segue il rifiuto del padre del suo regalo, nella quale non era previsto l'abbraccio, che sorprese soprattutto Massey, rendendo però la sua reazione perfetta per Kazan.
La tagline fu: Sometimes you can't tell who's good and who's bad!... (A volte non puoi dire chi è buono e chi è cattivo!...)

### Riprese
Le riprese furono effettuate fra Mendocino ed effettivamente la Salinas Valley.

## Riconoscimenti
- 1956 - Premio Oscar
  - Miglior attrice non protagonista a Jo Van Fleet
  - Candidatura Migliore regia a Elia Kazan
  - Candidatura Miglior attore protagonista a James Dean
  - Candidatura Migliore sceneggiatura non originale a Paul Osborn
- 1956 - Golden Globe
  - Miglior film drammatico
- 1956 - Premio BAFTA
  - Candidatura Miglior film
  - Candidatura Miglior attore straniero a James Dean
  - Candidatura Miglior attrice debuttante a Jo Van Fleet
- 1955 - Festival di Cannes
  - Prix du film dramatique a Elia Kazan
  - Candidatura Palma d'Oro a Elia Kazan
- 1955 - National Board of Review Award
  - Migliori dieci film